# Club Tigres de la Universidad Autónoma de Nuevo León
O Club Tigres de la Universidad Autónoma de Nuevo León, conhecido popularmente como Tigres UANL ou Tigres de la UANL é uma sociedade esportiva com sede em San Nicolás de los Garza, no estado mexicano de Nuevo León. A equipe compete na Liga MX, a primeira divisão do futebol profissional em seu país. Foi fundado em 7 de Março de 1960 como equipe oficial da Universidad Autónoma de Nuevo León, em cujo estádio, o Estádio Universitario, manda seus jogos. Desde 1997 conta com apoio também da Sinergia Deportiva, empresa filial da Cemex.
Ganhou 15 torneios nacionais, dos quais 8 são da Liga, 3 de Copa e 4 como "Campeão dos Campeões". Em 1975-76, quando ganhou a Copa México ao bater o América, se tornou a primeira equipe do Nuevo León a ser campeã nacional. A nível internacional, em 2020 conquistou seu primeiro título ao vencer a Copa dos Campeões da CONCACAF. Além disso, foi ainda 3 vezes vice-campeão do mesmo torneio. Foi ainda vice-campeão da Copa Libertadores da América de 2015 e Copa do Mundo de Clubes da FIFA de 2020, sendo este último a melhor campanha de uma equipe da CONCACAF no extinto torneio.
Suas cores tradicionais são o azul e o amarelo. Seu grande rival é o Monterrey com quem disputa o chamado clássico Regiomontano.

## Elenco atual
Última atualização: 7 de fevereiro de 2025.

## Títulos
| CONTINENTAIS | CONTINENTAIS                     | CONTINENTAIS | CONTINENTAIS                                                      |
|              | Competição                       | Títulos      | Temporadas                                                        |
| ------------ | -------------------------------- | ------------ | ----------------------------------------------------------------- |
|              | Copa dos Campeões da CONCACAF    | 1            | 2020                                                              |
|              | Campeones Cup                    | 2            | 2018 e 2023                                                       |
|              | SuperLiga                        | 1            | 2009                                                              |
| NACIONAIS    |                                  |              |                                                                   |
|              | Competição                       | Títulos      | Temporadas                                                        |
|              | Campeonato Mexicano              | 8            | 1977-78, 1981-82, 2011-A, 2015-A, 2016-A, 2017-A, 2019-C e 2023-C |
|              | Copa do México                   | 3            | 1975-76, 1995-96 e 2014-C                                         |
|              | Campeón de Campeones             | 4            | 2016, 2017, 2018 e 2023                                           |
|              | InterLiga                        | 2            | 2005 e 2006                                                       |
|              | Campeonato Mexicano - 2ª Divisão | 2            | 1973-74 e 1996-97                                                 |

LEGENDAS:
(A): Torneio Apertura
(C): Torneio Clausura

## Campanhas de destaque
- Copa Libertadores da América: Finalista - 2015.
- Copa do Mundo de Clubes da FIFA- Finalista - 2020.
- Liga dos Campeões da CONCACAF: Finalista 2015-16 / 2016-17/ 2019.
- InterLiga: 3º lugar - 2007.

## Afiliado
Tigres de Reynosa é afiliado do Tigres UANL e joga a Segunda Divisão Mexicana de Futebol.  Serve como time de reservas e aspirantes para o Tigres da Campeonato Mexicano de Futebol.